# Фредерик (Канзас)
Фредерик (енгл. Frederick) град је у америчкој савезној држави Канзас.

## Демографија
По попису из 2010. године број становника је 18, што је 7 (63,6%) становника више него 2000. године.
| Група             | 2000.       | 2010.       |
| Белци             | 11 (100,0%) | 18 (100,0%) |
| Афроамериканци    | 0 (0,0%)    | 0 (0,0%)    |
| Азијати           | 0 (0,0%)    | 0 (0,0%)    |
| Хиспаноамериканци | 0 (0,0%)    | 0 (0,0%)    |
| Укупно            | 11          | 18          |